# Power (Diljá-dal)
A Power (magyarul: Erő) a izlandi Diljá dala, mellyel Izlandot képviselte a 2023-as Eurovíziós Dalfesztiválon Liverpoolban. A dal 2023. március 4-én, a izlandi nemzeti döntőben, a Söngvakeppnin című műsorban megszerzett győzelemmel érdemelte ki a dalversenyen való indulás jogát.

## Eurovíziós Dalfesztivál
2023. január 28-án a a RÚV bejelentette a 2023-as Söngvakeppnin résztvevőinek teljes listáját, amelyen az énekesnő is szerepelt. A dal a műsor elődöntőjében izlandiul szerepelt, Lifandi inni í mér címmel. A dal március 4-én megnyerte a nemzeti döntőt, ahol a szakmai zsűri, valamint a nézői szavazatok együttese alakította ki a végeredményt. A zsűri és a közönség listáján is első lett, így összesítésben megnyerte a versenyt és ez a dal képviselheti Izlandot az Eurovíziós Dalfesztiválon.
A dalfesztivál előtt Barcelonában, Varsóban, Amszterdamban és Londonban eurovíziós rendezvényeken népszerűsítette versenydalát.
A dalt először a május 11-én rendezett második elődöntőben fellépési sorrendben hetedikként adta elő a Ciprust képviselő Andrew Lambrou Break a Broken Heart című dala után és a Görögországot képviselő Victor Vernicos What They Say című dala előtt. Az elődöntőben a nézői szavazatok pontjai alapján nem került be a dal a május 13-án megrendezésre került döntőbe.
A következő izlandi induló Hera Björk Scared of Heights című dala volt a 2024-es Eurovíziós Dalfesztiválon.

### Kapott pontok
Második elődöntő
| Szavazat | Össz | Szavazó országok | Szavazó országok | Szavazó országok | Szavazó országok | Szavazó országok | Szavazó országok | Szavazó országok | Szavazó országok | Szavazó országok | Szavazó országok | Szavazó országok | Szavazó országok | Szavazó országok | Szavazó országok | Szavazó országok | Szavazó országok   | Szavazó országok | Szavazó országok | Szavazó országok    |
| Szavazat | Össz | Dánia            | Örményország     | Románia          | Észtország       | Belgium          | Ciprus           | Görögország      | Lengyelország    | Szlovénia        | Grúzia           | San Marino       | Ausztria         | Albánia          | Litvánia         | Ausztrália       | Egyesült Királyság | Spanyolország    | Ukrajna          | A Világ többi része |
| -------- | ---- | ---------------- | ---------------- | ---------------- | ---------------- | ---------------- | ---------------- | ---------------- | ---------------- | ---------------- | ---------------- | ---------------- | ---------------- | ---------------- | ---------------- | ---------------- | ------------------ | ---------------- | ---------------- | ------------------- |
| Nézők    | 44   | 12               |                  |                  | 2                | 1                |                  |                  |                  | 3                | 6                | 7                | 1                | 1                | 2                | 5                | 1                  |                  |                  | 3                   |